# Amelinghausen
Amelinghausen es una población del municipio de Amelinghausen, el cual está formado además por los barrios de Dehnsen y Etzen, en el distrito de Luneburgo, en el estado de Baja Sajonia, Alemania.
Amelinghausen está situada al norte del Brezal de Luneburgo, a orillas del lago Lopau, dos importantes atractivos turísticos del estado de Baja Sajonia.
El nombre de Amelinghausen proviene del obispo Amelung de Verden. La iglesia local está dedicada a San Hipólito
- Datos: Q461811
- Multimedia: Amelinghausen / Q461811

1. ↑  Worldpostalcodes.org, código postal n.º 21385.